# Жозеф Фуше
Жозе́ф Фуше́, Герцог Отрантський (фр. Joseph Fouché, duc d'Otrante; 21 травня 1759, Ле-Пельрен, поблизу Нанта — 26 грудня 1820, Трієст) — французький політичний і державний діяч. Учасник Французької революції, був міністром поліції в декількох урядах Франції.

## Біографія
Здобув духовну освіту. У 1791 р. став членом Якобінського клубу у Нанті. Обраний у 1792 р. до Національного конвенту, спочатку був близький до жирондистів, потім приєднався до якобінців. Голосував за страту Людовика XVI. На посаді комісара Конвенту у деяких департаментах Франції, проявив крайню жорстокість при придушенні контрреволюційних заколотів, страчував часом навіть невинних. Активно проводив політику дехристиянізації Франції. Виключений з Якобинського клубу в липні 1794 р. Був одним з організаторів і керівників термідоріанського перевороту 28 липня 1794 р. В період Директорії 1795—1799 рр. обіймав дипломатичні посади; у серпні 1799 р. був призначений міністром поліції. Зрадивши Директорії, підтримав Наполеона Бонапарта в здійсненні державного перевороту 18 брюмера (9-10 листопада 1799 р.). Залишившись на посту міністра поліції, створив розгалужену систему політичної розвідки і шпигунства, став одним з впливових діячів держави. Наполеон, стурбований могутністю Фуше, ліквідовував у 1802 р. міністерство поліції, але Фуше продовжував неформально виконувати обов'язки голови таємної поліції, брав участь в розкритті змов антинаполеонівської опозиції. У 1804 р. міністерство поліції було відновлене, і Фуше був призначений міністром. У 1809 р. отримав титул герцога Отрантського і значний маєток. В кінці правління Наполеона вступив в таємні перемови з противниками режиму; був викритий Наполеоном в подвійній грі і у 1810 р. був відправлений у відставку. У 1813—1814 рр. був призначений губернатором Іллірійських провінцій. Після краху імперії Наполеона опинився серед гарячих прибічників Бурбонів, однак в період «Ста днів» (1815) знову перейшов на бік Наполеона і втретє став міністром поліції. Після другого зречення Наполеона очолив Виконавчу комісію Тимчасового уряду і, зрадивши Наполеонові, займався підготовкою Другої реставрації Бурбонів. Після повернення до влади Людовіка XVIII був призначений міністром поліції, але на вимогу ультрароялістів був усунений з цієї посади у 1815 р. і направлений послом до Дрездена. Після декрету 1816 року про вигнання з Франції «царевбивць» (дія якого поширювалася і на участь Фуше у страті Людовика XVI) втратив посаду посла, виїхав до Трієсту, де прийнявши австрійське підданство, провів залишок життя і помер 26 грудня 1820 р.

## На посаді міністра
- Міністр поліції
  - 20 липня 1799 — 13 вересня 1802
  - 10 липня 1804 — 3 червня 1810
  - 20 березня 1815 — 22 червня 1815
  - 7 липня 1815 — 26 вересня 1815
- Міністр внутрішніх справ
  - 29 червня 1809 — 1 жовтня 1809

## Сім'я
Перший раз одружився 16 вересня 1792 р. на дочці нантського адвоката Бон-Жан Куако. У шлюбі народилося п'ятеро дітей:
- Ньєвр Фуше 1793—1794
- Жозеф-Ліберте Фуше 1796—1862 — 2-ий герцог Отрантський
- Арманд Фуше 1800—1878 — 3-ій герцог Отрантський
- Атанас Фуше 1801—1886 — 4-ий герцог Отрантський
- Жозефіна-Людмила Фуше 1803—1893

Після смерті першої дружини одружився у 1818 р. з на 30 роківмолодшою Габріелою-Ернестиною де Кастеллан-Мажестре. Дітей у шлюбі не було.